# 卡尔·布留洛夫
卡尔·巴甫洛维奇·布留洛夫（俄語：Карл Па́влович Брюлло́в；1799年12月12日—1852年6月11日）是俄国著名画家，俄国19世纪上半期学院派的代表大师，新古典主義至浪漫主义转型时期的关键人物之一。

## 生平
1799年12月12日（旧格里历12月23日）出生于俄国圣彼得堡的一个艺术世家。祖父是应聘到俄国瓷器厂工作的法国雕刻匠，父亲也从事雕刻工作。到了他这一代，一家人已经归化为俄国人，在家族的法国姓氏“布留洛”后加上了一个俄文字母。
布留洛夫幼年多病，5岁起开始在父亲的指导下接受绘画等艺术训练，9岁时被彼得堡美术学院录取，1821年以金质奖章的优异成绩毕业:29。1823年至1835年在意大利深造，1835年返回彼得堡，1836年开始担任彼得堡美术学院教师。1849年居住在馬德拉群岛，1850年移居意大利。1852年6月11日（格里历6月18日）在意大利罗马附近的曼齐亚纳逝世。

## 作品
布留洛夫最著名的作品是绘于1830至1833年间的《庞贝城的末日》。俄国著名文学家普希金和果戈里对这幅作品给予了极高的评价，将其与彼得·保羅·魯本斯和安东尼·范戴克的作品相提并论。作品的主题洋溢着深刻的浪漫主义色彩，布留洛夫在描绘历史事件的同时，还着力表现出了每个人物内心的感情世界:30。

## 图集

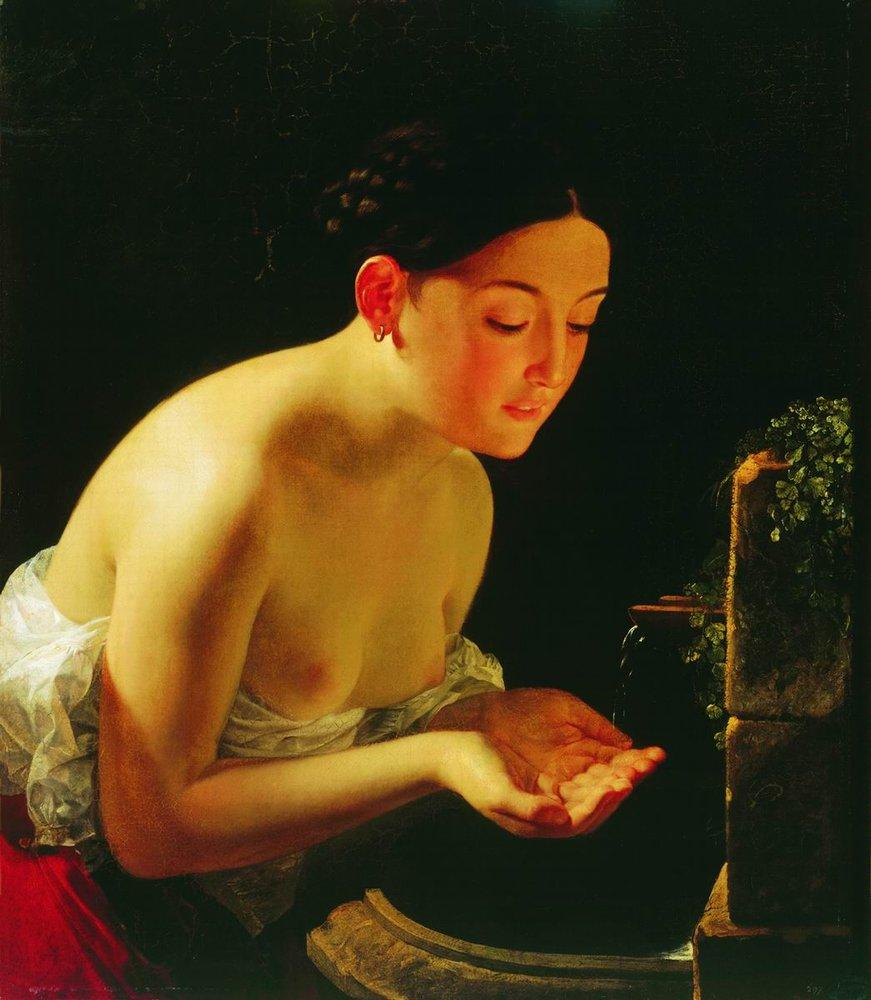
《意大利早晨》，1823年, 收藏于德国基尔
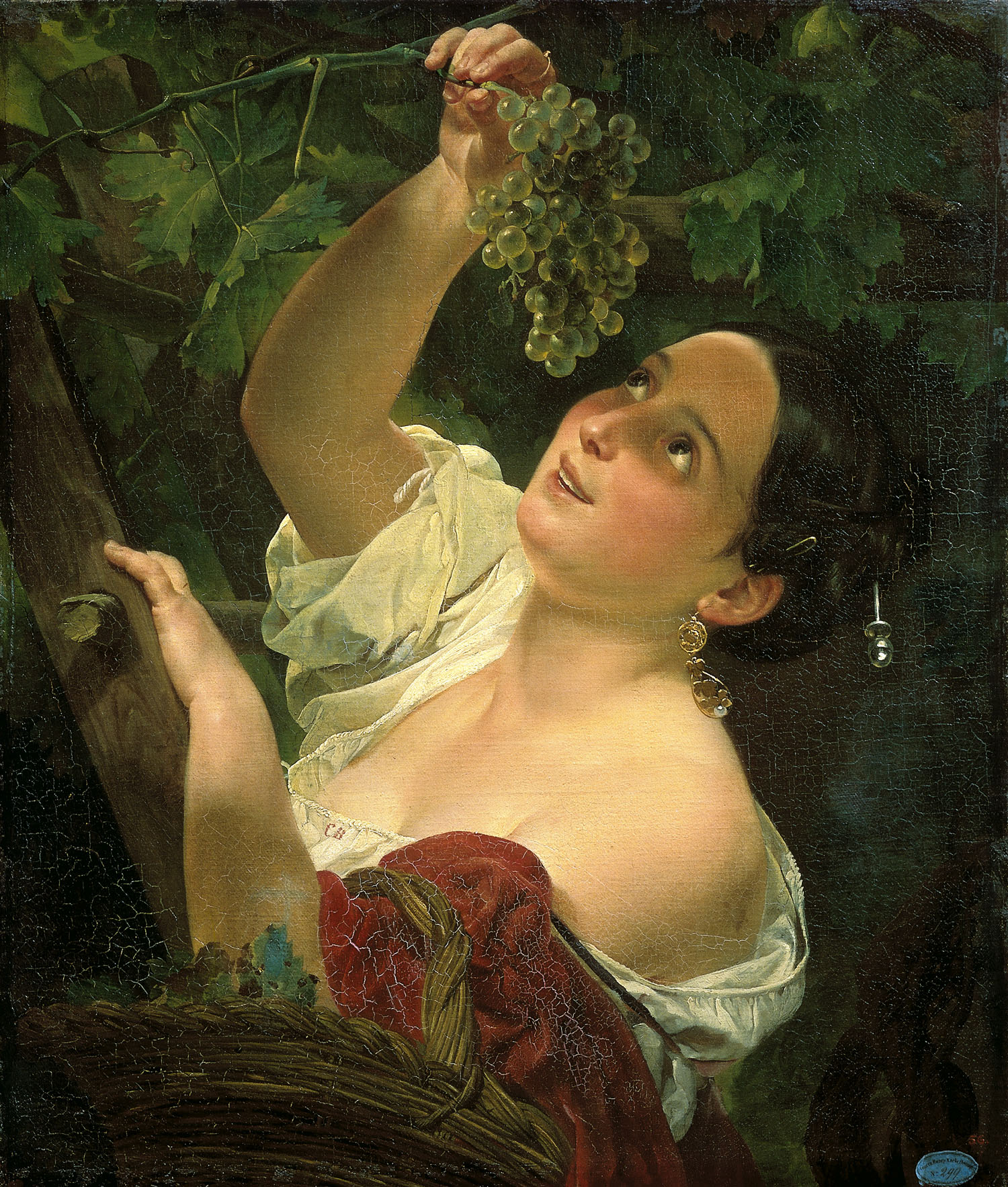
《意大利晌午》，1827年，收藏于俄羅斯博物館
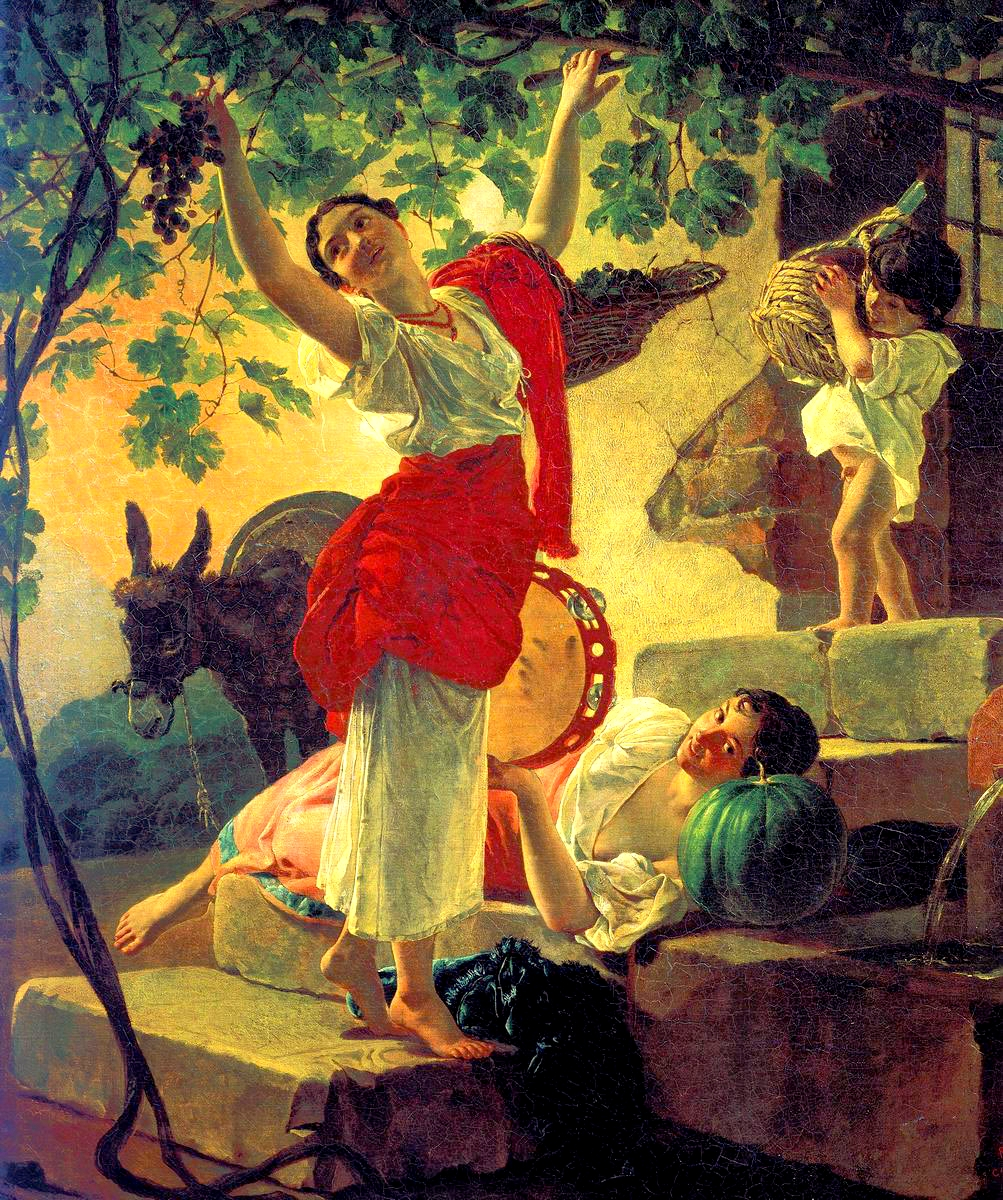
《那不勒斯郊区女孩摘采葡萄》，1827年，收藏于俄羅斯博物館
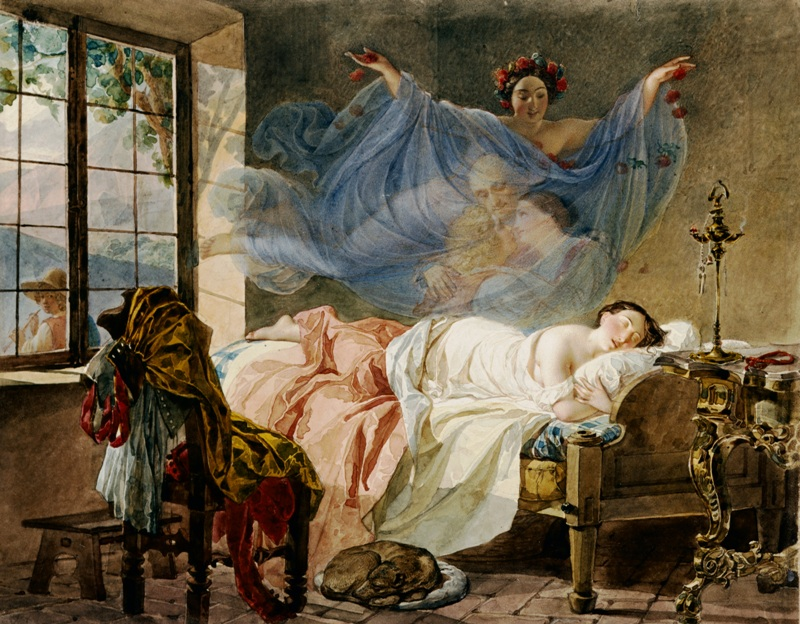
《日出前女孩的梦》，1830-33年，收藏于普希金博物館
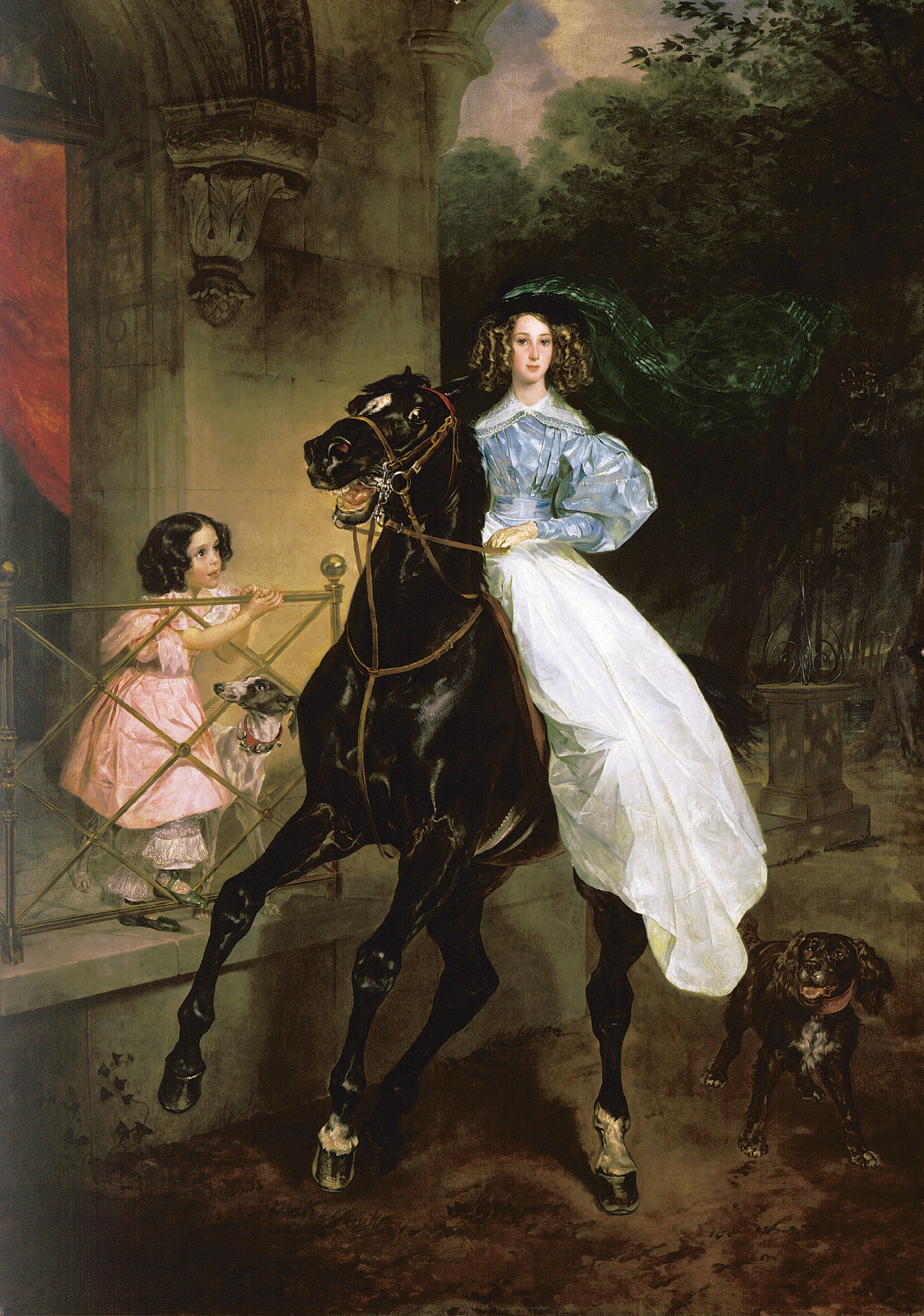
《骑马的女子》（乔瓦尼娜与阿玛齐莉娅·帕齐妮姐妹），1832年，收藏于特列季亚科夫画廊
《庞贝城的末日》，1830-33年，收藏于俄羅斯博物館
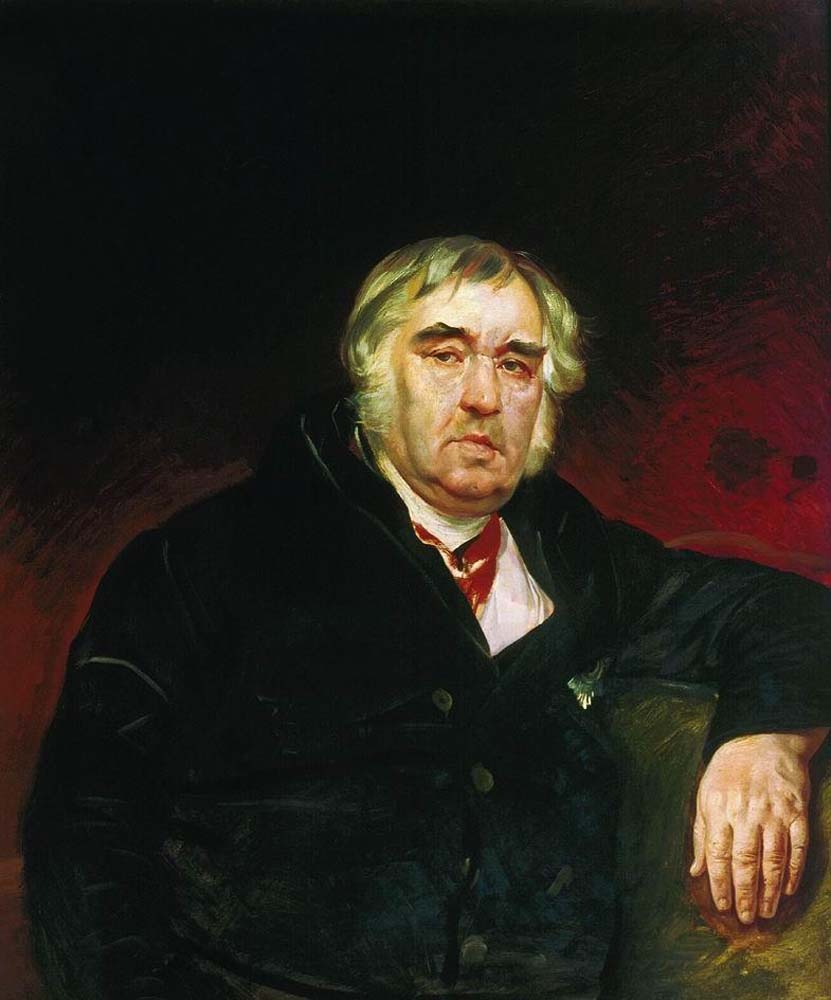
伊萬·克雷洛夫肖像，1839年，特列季亚科夫画廊
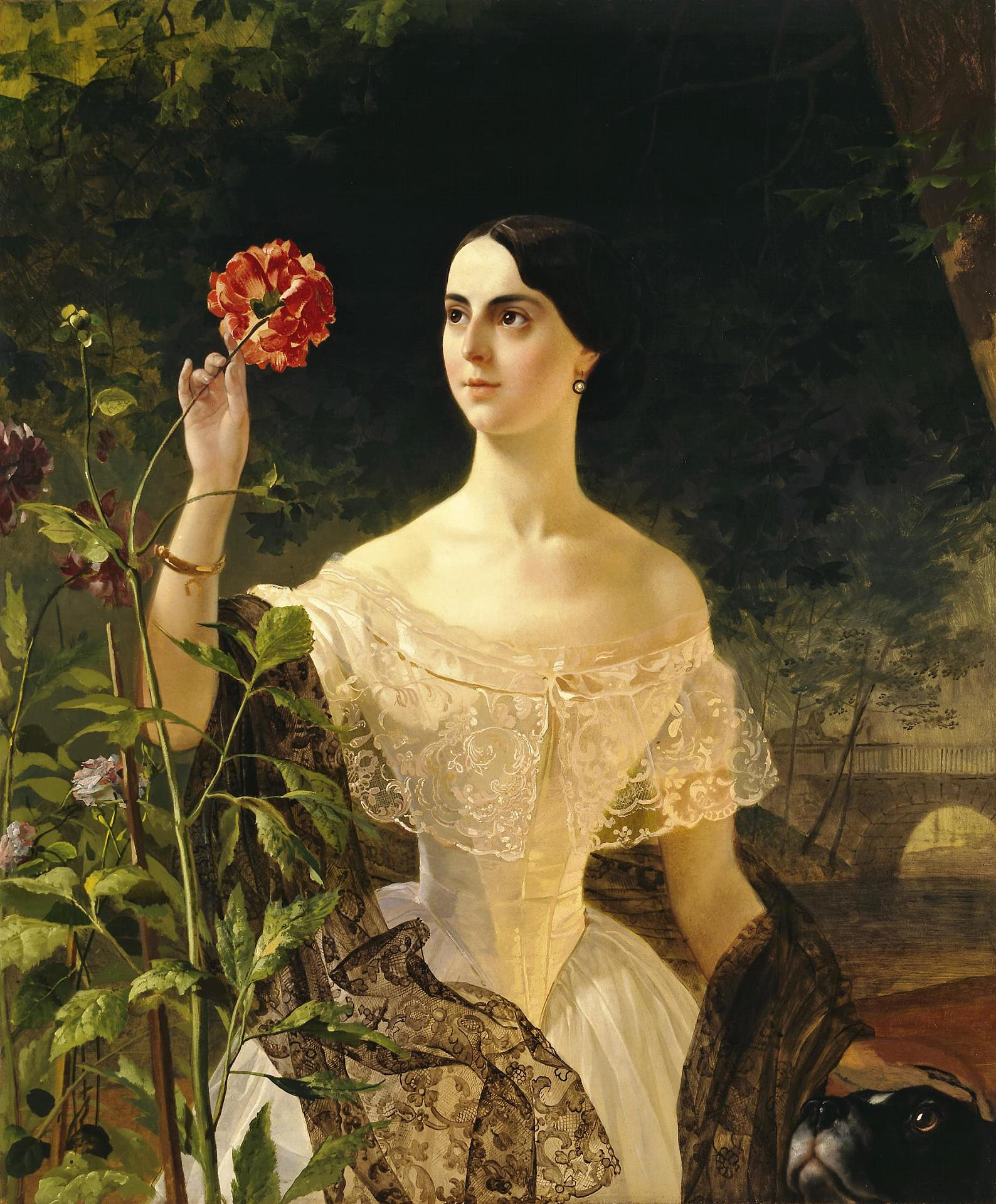
索菲亚·舒瓦洛娃肖像，1849年，收藏于埃尔米塔日博物馆

## 纪念

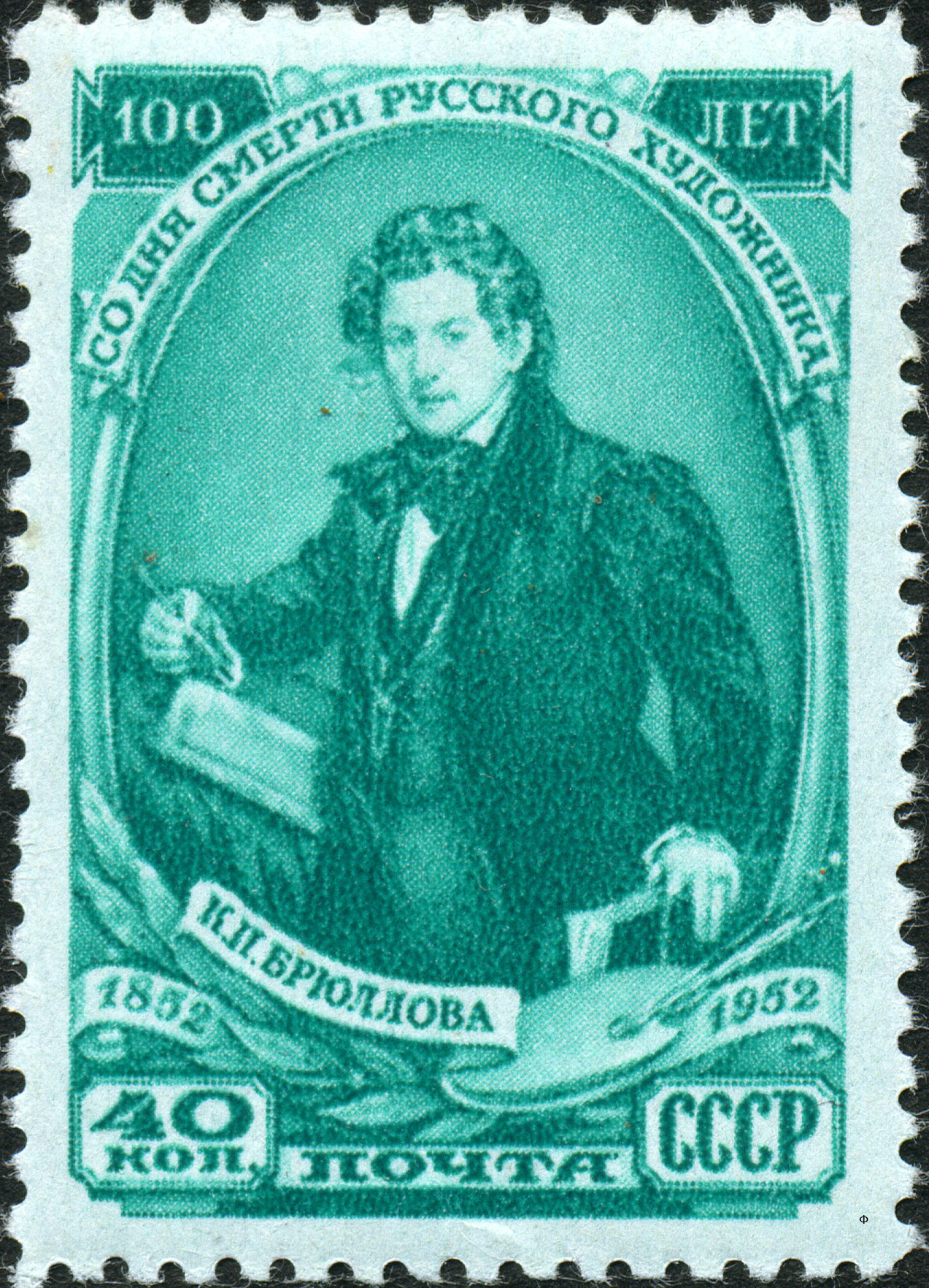
1952年苏联邮票
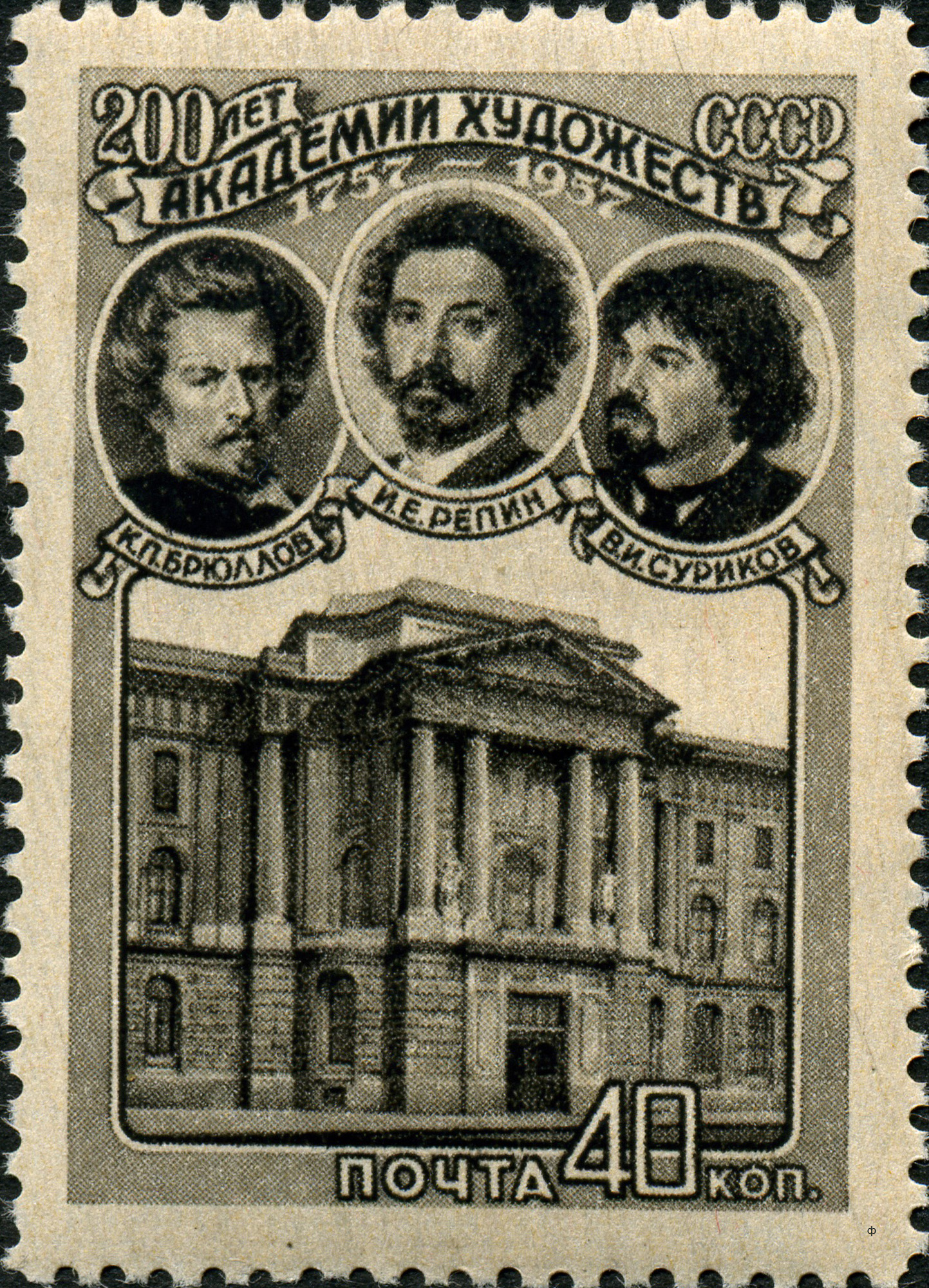
1957年苏联邮票（彼得堡美术学院200周年纪念，图中人物为列宾、苏里科夫和布留洛夫）
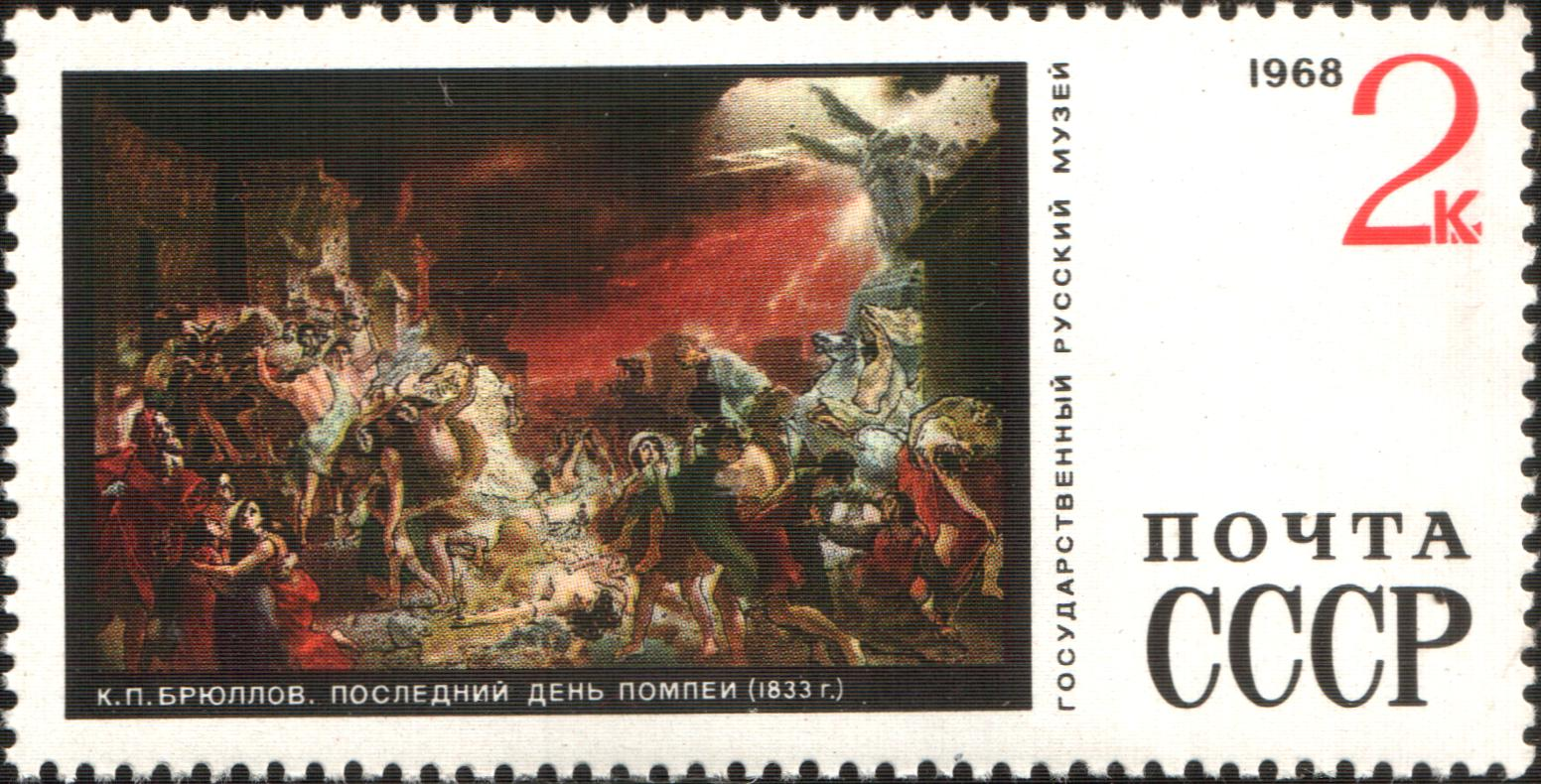
1968年苏联邮票（庞贝城的末日）
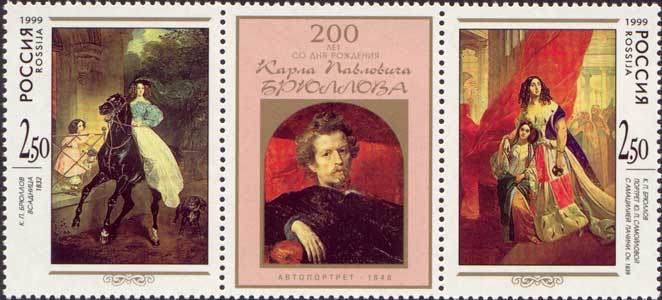
1999年俄罗斯邮票
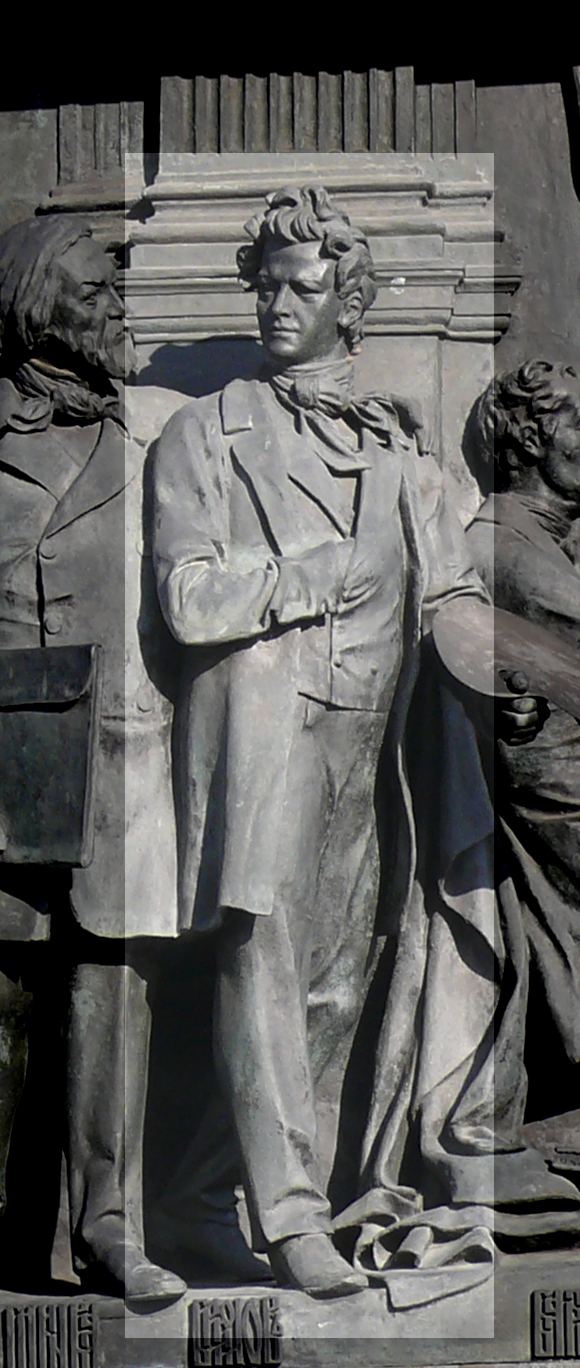
大诺夫哥罗德俄罗斯千年纪念碑
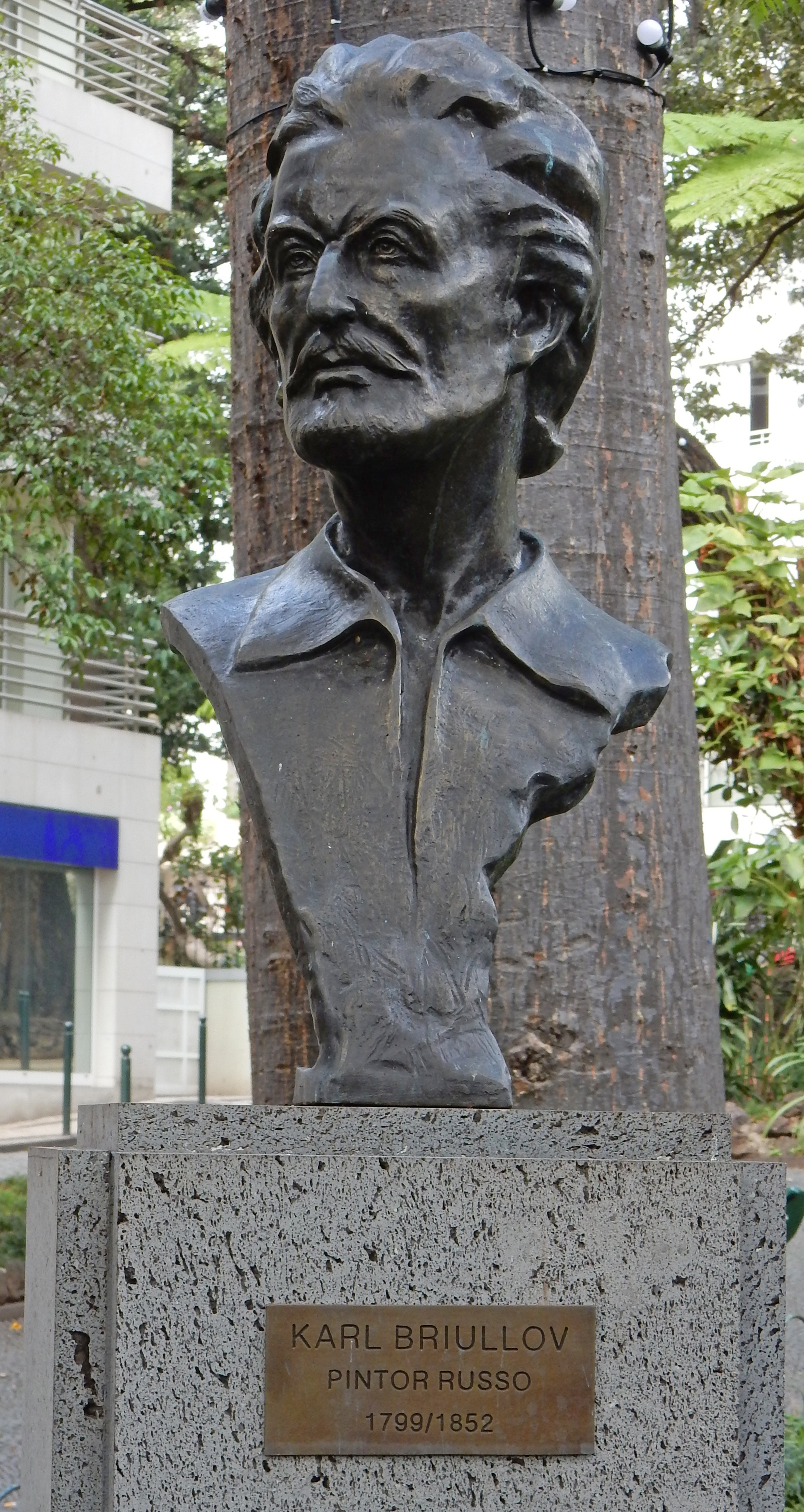
位于葡萄牙馬德拉群岛丰沙尔市的雕像

## 扩展阅读
- С. Н. Кондаков.  2. 1915: 25  [2019-05-04]. （原始内容存档于2021-01-30） （俄语）.